# Rúben Vinagre
Rúben Vinagre, né le 9 avril 1999 à Charneca de Caparica (en), est un footballeur portugais. Il évolue au poste de latéral gauche au Legia Varsovie.

## Biographie

### En club
Le 5 janvier 2021, il est prêté sans option d’achat jusqu'à la fin de la saison au FC Famalicão par les Wolverhampton Wanderers.

### En équipe nationale
Avec les moins de 17 ans, il participe au championnat d'Europe des moins de 17 ans en 2016. Lors de cette compétition, il joue cinq matchs. Il délivre trois passes décisives, contre l'Azerbaïdjan en phase de poule, puis contre l'Autriche en quart, et enfin face aux Pays-Bas en demi. Le Portugal remporte le tournoi en battant l'Espagne en finale, après une séance de tirs au but.

## Statistiques
| Saison                | Club                           | Championnat           | Championnat | Championnat | Coupe nationale | Coupe nationale | Coupe de la Ligue | Coupe de la Ligue | Compétition(s) continentale(s) | Compétition(s) continentale(s) | Compétition(s) continentale(s) | Total | Total |
| Saison                | Club                           | Division              | M.          | B.          | M.              | B.              | M.                | B.                | Comp.                          | M.                             | B.                             | M.    | B.    |
| 2017-2018             | Wolverhampton Wanderers (prêt) | Championship          | 9           | 1           | 1               | 0               | 3                 | 0                 | -                              | -                              | -                              | 13    | 1     |
| 2018-2019             | Wolverhampton Wanderers        | Premier League        | 17          | 1           | 2               | 0               | 2                 | 0                 | -                              | -                              | -                              | 21    | 1     |
| Total sur la carrière | Total sur la carrière          | Total sur la carrière | 26          | 1           | 1               | 0               | 5                 | 0                 | -                              | -                              | -                              | 32    | 1     |

## Palmarès

### En club
- Wolverhampton Wanderers
  - Champion d'Angleterre de deuxième division en 2018

### En équipe nationale
- Équipe du Portugal des moins de 17 ans
  - Champion d'Europe des moins de 17 ans en 2016

- Équipe du Portugal des moins de 19 ans
  - Champion d'Europe des moins de 19 ans en 2018